# شهرستان کراسنوخولمسکی
شهرستان کراسنوخولمسکی (به لاتین: Krasnokholmsky District) یک شهرستان در روسیه است که در استان تور واقع شده‌است.